# Bill Gekas
Bill Gekas (* 1973, Melbourne) je australský fotograf, který se zaměřuje na výtvarné umění a portrétní fotografii. Jeho dcera Athena je hlavním motivem mnoha jeho uměleckých fotografií.

## Životopis
Gekas, který se původně narodil v Melbourne, pracoval v oblasti IT a k fotografii se dostal jako samouk. V roce 2010 zahájil projekt, ve kterém zobrazoval svou dceru na scénách inspirovanými obrazy starých mistrů. O tři roky později tyto fotografie začaly přitahovat stále více pozornosti a od té doby byly tištěny v časopisech, časopisech, novinách a dalších médiích.

## Skupinové výstavy
- Kuala Lumpur International Photo Awards 2011–2015 KL, Malajsie (výstava finalistů)[9][10]
- National Photographic Portrait Prize 2015, Canberra, Austrálie (výstava finalistů)[11]
- AddOn 2012–2014, Sydney, Austrálie
- Fremantle Portrait Prize, Fremantle, Western Austrálie (výstava finalistů)

## Ocenění
- National Photographic Portrait Prize 2015 (finalista)
- International Loupe Awards 2013 (1. místo portrét)
- Kuala Lumpur International Photo Awards (finalista v letech 2011, 2012, 2013, 2014, 2015)
- Px3 Prix De La Photographie Paris, 2014 (Gold Award)[12]